# Colpotrochia celeria
Colpotrochia celeria är en stekelart som beskrevs av Ian D. Gauld och Sithole 2002. Colpotrochia celeria ingår i släktet Colpotrochia och familjen brokparasitsteklar. Inga underarter finns listade i Catalogue of Life.